# Johnsonicodium
Johnsonicodium, fosilni rod zelenih algi u porodici Codiaceae, dio reda Bryopsidales. Jedina priznata vrsta je J. stratiforme